# فتح أصبهان (749)
فتح أصبهان (131 هـ - 749م) هي معركة وقعت بين  قحطبة الطائي وبين عامر بن ضبارة المري الذي كان والي الخليفة الأموي مروان بن محمد.

## ما قبل المعركة
بعد فتح طوس (130 هـ) مضى عبد الله بْن معاوية بن عبد الله بن جعفر هاربًا لما هزمه ابن ضبارة نحو خراسان، وسلك إليها طريق كرمان، ومضى عامر بن ضبارة في أثره لطلبه، وورد على  يزيد بن عمر مقتل  نباتة بن حنضلة جرجان، فذكر علي بن محمد أن أبا السرى وأبا الحسن الجشمى والحسن ابن رشيد وجبله بن فروج وحفص بن شبيب اخبروه، قالوا: لما قتل  نباتة كتب ابن هبيرة إلى عامر بن ضبارة وإلى ابنه داود بن يزيد بن عمر أن يسير إلى  قحطبة وكانا بكرمان، فسارا في خمسين ألفًا حتى نزلوا أصبهان بمدينة «جي» وكان يقال لعسكر ابن ضبارة «عسكر العساكر» فبعث  قحطبة إليهم مقاتلًا وأبا حفص المهلبي وأبا حماد المروزي مولى بني سليم وموسى بن عقيل وأسلم بن حسان وذؤيب بن الأشعث وكلثوم بن شبيب ومالك بن طريف والمخارق بن غفار والهيثم بن زياد، وعليهم جميعا العكي، فسار حتى نزل قم وبلغ ابن ضبارة نزول الحسن بأهل نهاوند، فأراد أن يأتيهم معينا لهم، وبلغ الخبر العكي، فبعث إلى  قحطبة يعلمه، فوجه زهير بْن محمد إلى قاشان، وخرج العكي من قم وخلف بها طريف بن غيلان، فكتب إليه  قحطبة يأمره أن يقيم حتى يقدم عليه، وأن يرجع إلى قم، وأقبل  قحطبة من الري، وبلغه طلائع العسكرين، فلما لحق  قحطبة بمقاتل بن حكيم العكي ضم عسكر العكي إلى عسكره.

## المعركة
وسار عامر بن ضبارة إليهم وبينه وبين عسكر  قحطبة فرسخ، فأقام أيامًا، ثم سار  قحطبة إليهم، فالتقوا وعلى ميمنة قحطبة العكي ومعه خالد بن برمك، وعلى ميسرته عبد الحميد بن ربعي ومعه مالك بن طريف، قحطبة في عشرين ألفا وابن ضبارة في مائة ألف، وقيل في خمسين ومائة ألف، فأمر قحطبة بمصحف فنصب على رمح ثم نادى: يا أهل الشام، إنا ندعوكم إلى ما في هذا المصحف، فشتموه وأفحشوا في القول، فأرسل إليهم قحطبة: احملوا عليهم، فحمل عليهم العكي، وتهايج الناس، فلم يكن بينهم كثير قتال حتى انهزم أهل الشام، وقتلوا قتلًا ذريعًا، وحووا عسكرهم، فأصابوا شيئًا لا يدرى عدده من السلاح والمتاع والرقيق، ولقي قحطبة عامر بن ضبارة، ومع ابن ضبارة ناس من أهل خراسان، منهم صالح بن الحجاج النميري وبشر ابن بسطام بن عمران بن الفضل البرجمي وعبد العزيز بن شماس المازني وابن ضبارة في خيل ليست معه رجالة، قحطبة معه خيل ورجالة فرموا الخيل بالنشاب، فانهزم ابن ضبارة حتى دخل عسكره، واتبعه قحطبة، فترك  ابن ضبارة العسكر، ونادى: إلي، فانهزم الناس وقتل.

## ما بعد المعركة
قتل من أصحاب قحطبة نفر يسير، وقتل عامر بن ضبارة صاحب أصبهان. وقتل من حضر من أهل الشام وغيرهم خلق كثير لا يحصون كثرة. وبعث قحطبة برأس عامر بن ضبارة إلى أبي مسلم وكتب إليه بالفتح، ثم إنه دخل مدينة أصبهان، فقتل منها من قتل، وجبى خراجها ووجه به إلى أبي مسلم، ثم سار منها إلى نهاوند.